# Balala fulviventris
Balala fulviventris är en insektsart som beskrevs av Walker 1851. Balala fulviventris ingår i släktet Balala och familjen dvärgstritar. Inga underarter finns listade i Catalogue of Life.